# Liste der Mitglieder der American Academy of Arts and Sciences/1976
Im Jahr 1976 wählte die American Academy of Arts and Sciences 144 Personen zu ihren Mitgliedern.

## Neugewählte Mitglieder
- Julius Adler (1930–2024)
- Paul Julius Alexander (1910–1977)
- Constantine John Alexopoulos (1907–1986)
- Marie-Thérèse d’Alverny (1903–1991)
- Rodney Armstrong (1923–2021)
- Rudolf Arnheim (1904–2007)
- John Norris Bahcall (1934–2005)
- Frederick George Bailey (1924–2020)
- Gregory Bateson (1904–1980)
- Monroe Curtis Beardsley (1915–1985)
- Arnold Orville Beckman (1900–2004)
- Paul Bénichou (1908–2001)
- Jack Arthur Walter Bennett (1911–1981)
- Carl Gustaf Bernhard (1910–2001)
- Brian Joe Lobley Berry (1934–2025)
- Gunnar Carl Wilhelm Biörck (1916–1996)
- Charles Lund Black (1915–2001)
- Jerome Blum (1913–1993)
- John Robert Borchert (1918–2001)
- Norman Ernest Borlaug (1914–2009)
- Marie Borroff (1923–2019)
- François Michel Bourricaud (1922–1998)
- Vittore Felice Giovanni Branca (1913–2004)
- John I. Brauman (1937–2024)
- Herbert Sage Bridge (1919–1995)
- Joseph Alexandrovich Brodsky (1940–1996)
- Wallace Smith Broecker (1931–2019)
- Frederick Phillips Brooks (1931–2022)
- Thomas Charles Bruice (1925–2019)
- James McGill Buchanan (1919–2013)
- Jerome Hamilton Buckley (1917–2003)
- James Francis Cahill (1926–2014)
- Ven Te Chow (1919–1981)
- Samuel Delbert Clark (1910–2003)
- Harold Colyer Conklin (1926–2016)
- Bruno Coppi (* 1935)
- William Maxwell Cowan (1931–2002)
- Harmon Bushnell Craig (1926–2003)
- Ralph Waldo Cummings (1911–2001)
- David Brion Davis (1927–2019)
- Pierre-Gilles de Gennes (1932–2007)
- Pol Edgard Duwez (1907–1984)
- Robert Harris Dyson (1927–2020)
- Edward Vaughan Evarts (1926–1985)
- Ugo Fano (1912–2001)
- Joel Feinberg (1926–2004)
- Clement Alfred Finch (1915–2010)
- Ernestine Friedl (1920–2015)
- Herman Howe Fussler (1914–1997)
- Owen Jay Gingerich (1930–2023)
- Nahum Norbert Glatzer (1903–1990)
- Harry Godwin (1901–1985)
- Joseph Goldstein (1923–2000)
- Roy Gerald Gordon (* 1940)
- Fred Irwin Greenstein (1930–2018)
- Marjorie Glicksman Grene (1910–2009)
- Adolf Grünbaum (1923–2018)
- Trygve Magnus Haavelmo (1911–1999)
- Edgar Haber (1932–1997)
- Eric Pratt Hamp (1920–2019)
- Jack Rodney Harlan (1917–1998)
- John Newbold Hazard (1909–1995)
- David Swenson Hogness (1925–2019)
- Theodore David Holstein (1915–1985)
- W. David Hopper (1927–2011)
- Paul George Vincent O’Shaughnessy Horgan (1903–1995)
- Kerson Huang (1928–2016)
- John Herbert Humphrey (1915–1987)
- Leo Maurice Hurvich (1910–2009)
- John Woodside Hutchinson (* 1939)
- Bärbel Elisabeth Inhelder (1913–1997)
- Dorothea Jameson (1920–1998)
- Chalmers Ashby Johnson (1931–2010)
- David Gale Johnson (1916–2003)
- Hans Jonas (1903–1993)
- Eric Richard Kandel (* 1929)
- Robert William Kates (1929–2018)
- Herbert Bishop Keller (1925–2008)
- Kenneth Irwin Kellermann (* 1937)
- Harold Harding Kelley (1921–2003)
- John Frank Kermode (1919–2010)
- Alfred Abraham Knopf (1892–1984)
- Ellis Robert Kolchin (1916–1991)
- Edward Arthur Kravitz (* 1932)
- William David Labov (1927–2024)
- Gerhart Maximilian Augustine Bernard Burian Ladner (1905–1993)
- Lucien Marie Le Cam (1924–2000)
- Benjamin Whisoh Lee (1935–1977)
- Gerhard Emmanuel Lenski (1924–2015)
- Alvin Meyer Liberman (1917–2000)
- Dan Leslie Lindsley (1925–2018)
- Juan José Linz (1926–2013)
- John Walley Littlefield (1925–2017)
- Floyd Glenn Lounsbury (1914–1998)
- Reimar Lüst (1923–2020)
- Sherman Mussoff Mellinkoff (1920–2016)
- Robert Lee Metcalf (1916–1998)
- Oskar Morgenstern (1902–1977)
- Oliver Evans Nelson (1920–2001)
- Jerzy Neyman (1894–1981)
- John Thomas Noonan (1926–2017)
- Seán Ó Faoláin (1900–1991)
- Lloyd John Old (1933–2011)
- Kenneth Harry Olsen (1926–2011)
- Jacques Henri Léon Marie Joseph Oudin (1908–1985)
- Kumar Naranbhai Patel (* 1938)
- Ruth Patrick (1907–2013)
- Rowland Pettit (1927–1981)
- John Charles Polanyi (* 1929)
- Henry Primakoff (1914–1983)
- Charles Henry Rammelkamp (1911–1981)
- Albert Everett Rees (1921–1992)
- Erica Reiner (1924–2005)
- Stefan Albrecht Riesenfeld (1908–1999)
- Fred Colson Robinson (1930–2016)
- Howard Gardner Rogers (1915–1995)
- Rutherford David Rogers (1915–2015)
- Leon Emanuel Rosenberg (1933–2022)
- Emilio Rosenblueth (1926–1994)
- Anatol Roshko (1923–2017)
- Vernon Wesley Ruttan (1924–2008)
- Marshall David Sahlins (1930–2021)
- Stanley Schachter (1922–1997)
- Richard Benson Sewall (1908–2003)
- Eugene Nikolaievich Sokolov (1920–2008)
- Omond McKillop Solandt (1909–1993)
- Kenneth Milton Stampp (1912–2009)
- Gábor Szegő (1895–1985)
- James Thorpe (1915–2009)
- Diana Rubin Trilling (1905–1996)
- Charles Edward Trinkaus (1911–1999)
- Ralph Winfred Tyler (1902–1994)
- Speros Vryonis (1928–2019)
- Annemarie Weber (1923–2012)
- Paul Wheatley (1921–1999)
- Frank Whittle (1907–1996)
- George Winter (1907–1982)
- Marvin Eugene Wolfgang (1924–1998)
- William Barry Wood (1938–2024)
- Sterling Wortman (1923–1981)
- Arthur Frederick Wright (1913–1976)
- James Barnes Wyngaarden (1924–2019)
- Perez Zagorin (1920–2009)
- Richard Neil Zare (* 1939)